# Alestes
Alestes es un género de peces de la familia de los Alestidae. Habitualmente, los acuaristas suelen llamarlo Carácidos africanos, dado que es exclusivo de ese continente.
Myletes es la antigua denominación taxonómica del género.
Junto con los peces del género Hidrocynus, los Alestes del Lago Tchad forman parte de una comida típica regional, consistente en pescado seco y ahumado, conocida bajo el nombre de salanga.

## Especies
- Alestes baremoze (Joannis, 1835)[1]
- Alestes comptus (T. R. Roberts & D. J. Stewart, 1976)[1]
- Alestes dentex (Linnaeus, 1758) (Characin)[1]
- Alestes inferus (Stiassny, Schelly & Mamonekene, 2009)[1]
- Alestes liebrechtsii (Boulenger, 1898)[1]
- Alestes macrophthalmus (Günther, 1867)[1]
- Alestes stuhlmannii (Pfeffer, 1896)